# کامنکا (شهرستان مازانوفسکی، استان آمور)
کامنکا (به لاتین: Kamenka) یک منطقهٔ مسکونی در روسیه است که در استان آمور واقع شده‌است.